# Afrikanische Rauchmaus
Die Afrikanische Rauchmaus (Heimyscus fumosus) ist eine Nagetierart aus der Gruppe der Altweltmäuse (Murinae).
Der wissenschaftliche Gattungsname ehrt den französischen Zoologen Henri Heim de Balsac.
Afrikanische Rauchmäuse sind sehr kleine Altweltmäuse. Sie erreichen eine Kopfrumpflänge von rund 7 Zentimetern, der Schwanz misst 10 bis 12 Zentimeter und ihr Gewicht beträgt 13 bis 15 Gramm. Ihr Fell ist an der Oberseite in einem dunklen Graubraun gefärbt, die Unterseite ist weiß. Ihre Hinterbeine sind relativ lang, der Schwanz verglichen mit den nahe verwandten Afrikanischen Waldmäusen kurz.
Diese Tiere leben in mittleren Afrika, ihr Verbreitungsgebiet reicht vom südlichen Kamerun und Gabun über die Zentralafrikanische Republik bis in den Westen der Demokratischen Republik Kongo. Ihr Lebensraum sind Regenwälder bis in 620 Meter Seehöhe. Über ihre Lebensweise ist kaum etwas bekannt.
Afrikanische Rauchmäuse werden selten gesichtet, was noch nichts über ihren Gefährdungsgrad aussagen muss. Die IUCN listet sie als „nicht gefährdet“ (least concern).
Systematisch ist die Art Teil der Stenocephalemys-Gruppe.